# اندو نائوتسونه
اندو نائوتسونه (به ژاپنی: 遠藤 直経 Endō Naotsune); ۱ ژانویهٔ ۱۵۳۱ – ۹ اوت ۱۵۷۰) سامورایی و ملازم خاندان آزای در دوره سنگوکو در ژاپن بود.